# Попов, Пётр Фатеевич
Пётр Фатеевич Попов (1932—2012) — бригадир мараловодческой бригады совхоза с. Карагай Устъ-Коксинского района, Герой Социалистического Труда.

## Биография
Родился 19 (по документам — 25) января 1932 года в деревне Коксочка Усть-Коксинского района Горно-Алтайской АО. Был вторым ребёнком в многодетной семье (13 детей). В апреле 1935 г. с родителями переехал в с. Карагай, там же окончил начальную школу.
С 1947 г. и до выхода на пенсию — рабочий совхоза с. Карагай (в 1952—1955 гг. служил в армии в Белоруссии и Китае). С 1952 г. жил в с. Курдюм того же совхоза. С 1955 г. кормач на маральнике, в 1967 году сменил ушедшего на пенсию отца Фатея Петровича и стал бригадиром мараловодческой бригады. Автор газетных и журнальных публикаций по вопросам развития мараловодства.
С 1992 г. на пенсии. Почётный гражданин Республики Алтай (2012). Умер 16 октября 2012 года.
Сын - Александр Петрович Попов, гендиректор ЗАО «Фирма Курдюм».

## Награды и память
Указом Президиума Верховного Совета СССР от 8 апреля 1971 года награждён орденом Ленина.
Указом Президиума Верховного Совета СССР от 10 февраля 1975 года Петру Фатеевичу присвоено звание Героя Социалистического Труда — за выдающиеся успехи, достигнутые во всесоюзном социалистическом соревновании и проявленную доблесть в досрочном выполнении заданий девятой пятилетки.
Награждён орденами Дружбы народов, «Знак Почета», золотой и серебряной медалями ВДНХ.
В 1995 году Усть-Коксинскому ПУ-2 присвоено имя Петра Фатеевича Попова.